# Lijst van afkortingen van polymeernamen
Dit artikel bevat een lijst van afkortingen uit de polymeerchemie. Deze zijn afkomstig van Technical Committee 61 van de Internationale Organisatie voor Standaardisatie (ISO).

## A
| Afkorting | Betekenis(sen)                 |
| --------- | ------------------------------ |
| ABS       | Acrylonitril-butadieen-styreen |

## C
| Afkorting | Betekenis(sen)           |
| --------- | ------------------------ |
| CA        | Celluloseacetaat         |
| CAB       | Celluloseacetobutyraat   |
| CAP       | Celluloseacetopropionaat |
| CF        | Cresolformaldehyde       |
| CMC       | Carboxymethylcellulose   |
| CN        | Cellulosenitraat         |
| CP        | Cellulosepropionaat      |
| CS        | Caseïne                  |

## D
| Afkorting | Betekenis(sen)         |
| --------- | ---------------------- |
| DAP       | Diallylftalaat         |
| DNA       | Desoxyribonucleïnezuur |

## E
| Afkorting | Betekenis(sen) |
| --------- | -------------- |
| EC        | Ethylcellulose |
| EP        | Epoxyhars      |

## H
| Afkorting | Betekenis(sen)          |
| --------- | ----------------------- |
| HDPE      | Hogedichtheidpolyetheen |

## M
| Afkorting | Betekenis(sen)       |
| --------- | -------------------- |
| MF        | Melamineformaldehyde |

## P
| Afkorting | Betekenis(sen)                                                 |
| --------- | -------------------------------------------------------------- |
| PA        | Polyamide                                                      |
| PB        | Polybutyleen                                                   |
| PC        | Polycarbonaat                                                  |
| PCTFE     | Polychloortrifluoretheen                                       |
| PE        | Polyetheen                                                     |
| PEG       | Polyethyleenglycol                                             |
| pet/PETP  | Polyetheentereftalaat                                          |
| PF        | Bakeliet                                                       |
| PIB       | Polyisobuteen                                                  |
| PMMA      | Polymethylmethacrylaat                                         |
| POM       | Polyoxymethyleen                                               |
| PP        | Polypropeen                                                    |
| PS        | Polystyreen                                                    |
| PTFE      | Polytetrafluoretheen                                           |
| PUR       | Polyurethaan                                                   |
| PVAC      | Polyvinylacetaat                                               |
| PVAL      | Polyvinylalcohol                                               |
| PVB       | Polyvinylbutyral                                               |
| pvc       | Polyvinylchloride                                              |
| PVCA      | Polyvinylchlorideacetaat                                       |
| PVCC      | gechloreerd polyvinylchloride                                  |
| PVDC      | Polyvinylideenchloride                                         |
| PVDF      | Polyvinylideenfluoride                                         |
| PVF       | Polyvinylfluoride                                              |
| PVFO      | Polyvinylformal                                                |
| PVOH      | Polyvinylalcohol                                               |
| PVP       | Polyvinylpyrrolidon (polyvinyl pyrrolidon, povidon, polyvidon) |

## R
| Afkorting | Betekenis(sen)   |
| --------- | ---------------- |
| RNA       | Ribonucleïnezuur |

## S
| Afkorting | Betekenis(sen)      |
| --------- | ------------------- |
| SAN       | Styreenacrylonitril |
| SB        | Styreenbutadieen    |
| SI        | Siliconen           |

## U
| Afkorting | Betekenis(sen)        |
| --------- | --------------------- |
| UF        | Ureumformaldehyde     |
| UP        | onverzadige polyester |